# Lophospermum turneri
Lophospermum turneri är en grobladsväxtart som beskrevs av W.J. Elisens. Lophospermum turneri ingår i släktet Lophospermum och familjen grobladsväxter. Inga underarter finns listade i Catalogue of Life.